# Stan Smyl
Stanley Phillip „Stan“ Smyl (* 28. Januar 1958 in Glendon, Alberta) ist ein ehemaliger kanadischer Eishockeyspieler, -trainer und derzeitiger -funktionär, der im Verlauf seiner aktiven Karriere zwischen  1975 und 1991 unter anderem 937 Spiele für die Vancouver Canucks in der National Hockey League auf der Position des linken Flügelstürmers bestritten hat. Smyl, dessen Trikotnummer seit 1991 von den Vancouver Canucks gesperrt ist, war zwischen 1982 und 1990 der sechste Mannschaftskapitän der Franchise-Geschichte. Seit 2005 ist er in verschiedenen Funktionärspositionen bei den Canucks tätig, nachdem er zuvor als Cheftrainer von deren Farmteams in Erscheinung getreten war.

## Karriere
Schon mit 13 Jahren verließ Smyl sein Zuhause, um bei den Bellingham Blazers an seiner Eishockeykarriere zu feilen. Zwischen 1975 und 1978 lief der Stürmer für die New Westminster Bruins in der Western Canada Hockey League erreichte er mit seinem Team, in dem auch Spieler wie Barry Beck, John Ogrodnick, Ken Berry und Scott MacLeod standen, von 1976 bis 1978 dreimal in Folge das Finalturnier um den Memorial Cup. Im zweiten und dritten Jahr gewann sein Team auch den Titel. Besonders 1978 hatte Smyl mit seiner herausragenden Leistung hieran großen Anteil. Doch aufgrund seiner geringen Größe wurde er beim NHL Amateur Draft 1978 erst in der zweiten Runde als 44. von den Vancouver Canucks ausgewählt.
Um gleich in seinem ersten Trainingslager mit den Canucks zu zeigen, dass es ihm nicht an Durchsetzungsfähigkeit mangelt, suchte er sich mit Harold Snepsts den größten Spieler im Kader aus und legte ihn aufs Eis. Dieser war begeistert vom Einsatz den jungen Spielers und unterstützte ihn in seiner Entwicklung. Smyl schaffte zur Saison 1978/79 sofort den Sprung in die NHL.
Schnell stellte sich heraus, dass er genau der Spieler war, den man in Vancouver benötigt hatte. Zwischen den Spielzeiten 1979/80 und 1982/83 wechselte er sich mit Thomas Gradin auf den Plätzen 1 und 2 der Scorerliste der Canucks ab. 1982 erreichte er mit seinem Team die Finalserie um den Stanley Cup, doch dort unterlag man dem derzeitigen Seriensieger, den New York Islanders.
Als er nach der Saison 1990/91 seine aktive Karriere beendete, hatte er in den 13 Jahren die meisten Spiele, Tore, Vorlagen und Punkte aller Spieler der Canucks. Trevor Linden übertraf ihn im Laufe der Saison 2007/08 bei den Vorlagen und übernahm damit seinen letzten Rekord. Sein Trikot mit der Nummer 12 wurde bei den Canucks seitdem nicht mehr vergeben.
Smyl blieb seinem Klub treu und war sofort nach dem Karriereende für acht Jahre als Assistenztrainer tätig. Ab 1999 war er Cheftrainer bei einigen Farmteams der Canucks. Seine Stationen waren hier die Syracuse Crunch, Kansas City Blades und Manitoba Moose. Seit 2005 ist er in verschiedenen Funktionärspositionen bei den Vancouver Canucks tätig, unter anderem als Director of Player Development. Im Dezember 2021 wurde er zum General Manager befördert, wobei er die Nachfolge von Jim Benning antrat. Diese Funktion hatte er jedoch nur wenige Tage inne, bis Jim Rutherford engagiert wurde. Anschließend übernahm Smyl wieder eine beratende Funktion im Management der Canucks.

## Erfolge und Auszeichnungen

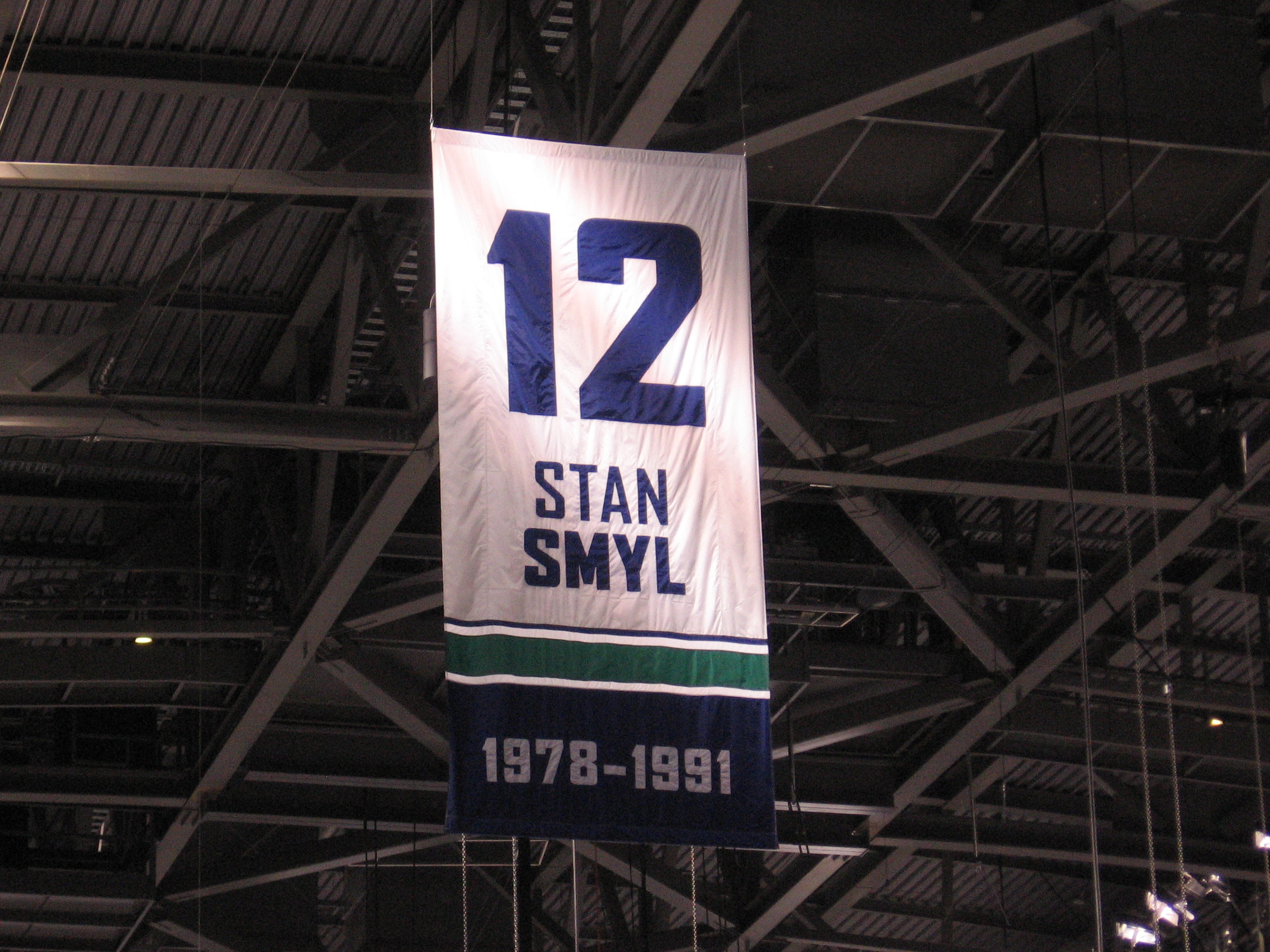
Banner zu Ehren Smyls in der Rogers Arena

| - 1976 President’s-Cup-Gewinn mit den New Westminster Bruins - 1977 President’s-Cup-Gewinn mit den New Westminster Bruins - 1977 Memorial-Cup-Gewinn mit den New Westminster Bruins - 1978 President’s-Cup-Gewinn mit den New Westminster Bruins | - 1978 Memorial-Cup-Gewinn mit den New Westminster Bruins - 1978 Stafford Smythe Memorial Trophy - 1978 Memorial Cup All-Star Team - 1991 Sperrung der Trikotnummer 12 durch die Vancouver Canucks |

### International
- 1978 Bronzemedaille bei der Junioren-Weltmeisterschaft
- 1985 Silbermedaille bei der Weltmeisterschaft

## Karrierestatistik

### International
Vertrat Kanada bei:
- Junioren-Weltmeisterschaft 1978
- Weltmeisterschaft 1985

(Legende zur Spielerstatistik: Sp oder GP = absolvierte Spiele; T oder G = erzielte Tore; V oder A = erzielte Assists; Pkt oder Pts = erzielte Scorerpunkte; SM oder PIM = erhaltene Strafminuten; +/− = Plus/Minus-Bilanz; PP = erzielte Überzahltore; SH = erzielte Unterzahltore; GW = erzielte Siegtore; 1 Play-downs/Relegation; Kursiv: Statistik nicht vollständig)